# イ・テラン
イ・テラン（이태란、1975年3月25日 - ）は、大韓民国の女優。東国大学演劇映画学科卒業。

## 来歴
1997年にSBSタレント大会で大賞を受賞し、芸能界入り。テレビドラマ『順風産婦人科』で注目され、『いつも幸せ』と『グッバイ・マイ・ラブ』に掛け持ちで出演するなどして広く知られるようになる。
2006年、『噂のチル姫』の次女ソルチル役で元部下の年下男に愛される女性を演じ、中国でも人気を博した。

## 出演

### テレビドラマ
- 順風産婦人科（1998年、SBS）
- 私の心を奪って（1998年、SBS）
- いつも幸せ（1999年、MBC）
- グッバイ・マイ・ラブ（1999年、MBC）
- 愛は誰でも（2000年、MBC）
- ホン・グギョン（2001年、MBC）
- 私の恋人、誰かしら（2002年、KBS）
- 愛情万歳（2003年、KBS）
- 黄色いハンカチ（2003年、KBS）
- 結婚したい女（2004年、MBC）
- バラ色の人生（2005年、KBS）
- 噂のチル姫（2006年、KBS）
- 愛しの金枝玉葉（2008年、KBS）
- 戦友（2010年、KBS）
- 妻の資格（2012年、JTBC）
- ワン家の家族たち（2013年、KBS）
- 結婚の女神（2013年、SBS）
- 女を泣かせて（2015年、MBC）
- SKYキャッスル〜上流階級の妻たち〜（2018年、JTBC）

### 映画
- 男の話（朝鮮語版）（1998年） - ヒギョン 役
- マイ・ボス マイ・ヒーロー2 リターンズ（2005年） - ミラン姉さん 役　※友情出演
- 肩ごしの恋人（2007年） - ユン・ヒス 役[2]
- マイボーイ（朝鮮語版）（2014年） - 母親 役
- ヘルモニ（朝鮮語版）（2015年） - ミヒ 役
- ヘリオス 赤い諜報戦（朝鮮語版）（2015年） - ユン・ヒソン 役　※特別出演
- 追憶に抱かれて（朝鮮語版）（2016年） - ミナ 役

## 外部サイト
- Yahoo Korea （朝鮮語）
- EPG （朝鮮語）